# Perisama hewitsoni
Perisama hewitsoni är en fjärilsart som beskrevs av Felix Bryk 1953. Perisama hewitsoni ingår i släktet Perisama och familjen praktfjärilar. Inga underarter finns listade i Catalogue of Life.